# Camponubes
Camponubes es una pedanía del municipio de Priego de Córdoba, Córdoba, Andalucía, España. Está situada en la zona provincial limítrofe entre Córdoba, Jaén, y Granada. Eminentemente agrícola, se encuentra en la zona olivarera
En Semana Santa sale el Cristo de la capilla del pueblo, pasando por cada una de sus calles. La Virgen de la Inmaculada Concepción, sale en procesión el tercer fin de semana de julio,  siendo los festejos del pueblo. 
Es una aldea pequeña con unas 40 personas, que en verano y fiestas puede llegar a triplicarse. Tiene dos Casas rurales, estando rodeado de campo se pueden hacer deportes como senderismo o bicicleta. 
Los aldeanos tienen un dicho "En Camponubes hay más gatos que personas" ,